# Championnat du Cambodge de football 2007
Navigation
Saison suivante
La saison 2007 du Championnat du Cambodge de football est la vingt-troisième édition du championnat national de première division au Cambodge. Les huit meilleurs clubs du pays sont regroupés au sein d'une poule unique et s'affrontent deux fois au cours de la compétition, à domicile et à l'extérieur. En fin de saison, les deux derniers du classement sont relégués et remplacés par les deux meilleurs clubs de deuxième division.
C'est le club de Nagacorp FC qui remporte la compétition cette saison après avoir terminé en tête du classement final, avec huit points d'avance sur le tenant du titre, Khemara Keila FC et neuf sur Phnom Penh Empire. C'est le tout premier titre de champion du Cambodge de l'histoire du club.

## Les clubs participants
| - Build Bright University - Khemara Keila FC - Red Eagle FC - Nagacorp FC | - Baksey Chamkrong FC - Lion Squad FC - Phnom Penh Empire - Royal Cambodian Armed Forces FC |

## Compétition

### Classement
Le classement est établi sur le barème de points classique (victoire à 3 points, match nul à 1, défaite à 0).
Pour départager les égalités, on tient d'abord compte de la différence de buts générale, puis du nombre de buts marqués, puis des confrontations directes
| Rang | Équipe                          | Pts | J  | G  | N | P  | Bp | Bc | Diff |
| ---- | ------------------------------- | --- | -- | -- | - | -- | -- | -- | ---- |
| 1    | Nagacorp FC                     | 38  | 14 | 12 | 2 | 0  |    |    |      |
| 2    | Khemara Keila FC'T'C            | 30  | 14 |    |   |    |    |    |      |
| 3    | Phnom Penh Empire               | 29  | 14 |    |   |    |    |    |      |
| 4    | Royal Cambodian Armed Forces FC | 17  | 14 |    |   |    |    |    |      |
| 5    | Build Bright University         | 16  | 14 |    |   |    |    |    |      |
| 6    | Red Eagle FC                    | 16  | 14 |    |   |    |    |    |      |
| 7    | Lion Squad FC                   | 14  | 14 |    |   |    |    |    |      |
| 8    | Baksey Chamkrong FC             | 3   | 14 | 1  | 0 | 13 |    |    |      |

|  | Qualification pour la Coupe du président de l'AFC 2008    |
|  | Relégation directe en deuxième division                   |
|  | T : Tenant du titre C : Vainqueur de la Coupe du Cambodge |

## Bilan de la saison
| Championnat du Cambodge de football 2007                             |                         |
| Champion                                                             | Nagacorp FC (1er titre) |
| Coupes et trophées                                                   |                         |
| Vainqueur de la Coupe du Cambodge 2007                               | Khemara Keila FC        |
| Qualifications continentales                                         |                         |
| Coupe du président de l'AFC 2008                                     | Nagacorp FC             |
| Promotions et relégations                                            |                         |
| Promus en Championnat du Cambodge de football                        | Preah Khan Reach        |
| Promus en Championnat du Cambodge de football                        | Moha Garuda FC          |
| Relégués en Championnat du Cambodge de football de deuxième division | Baksey Chamkrong FC     |
| Relégués en Championnat du Cambodge de football de deuxième division | Lion Squad FC           |